# Mercado de Salamanca (Málaga)
El Mercado de Salmanca es un mercado municipal de la ciudad andaluza de Málaga (España). Está situado en el barrio de El Molinillo, en el distrito Centro.
Se trata de un edificio de estilo neomudéjar de una sola nave con portadas idénticas a ambos lados y cubierta por una estructura metálica. En las portadas se encuentra casi toda la decoración, de inspiración exótica. Consisten en un arco de herradura formado por bandas de ladrillo en distintas disposiciones y rejas modernistas. El interior está cubierto de azulejos.
Fue construido entre 1922 y 1925 y diseñado por el arquitecto Daniel Rubio Sánchez. 

## Anécdotas
El Mercado de Salamanca se puede apreciar en el largometraje franco-estadounidense de 1966 Lost Command.